# Glaphyromorphus nigricaudis
Glaphyromorphus nigricaudis är en ödleart som beskrevs av  Macleay 1877. Glaphyromorphus nigricaudis ingår i släktet Glaphyromorphus och familjen skinkar. Inga underarter finns listade i Catalogue of Life.